# Elezioni legislative in Portogallo del 2024
Le elezioni legislative in Portogallo del 2024 si sono tenute il 10 marzo per il rinnovo dell'Assemblea della Repubblica, il parlamento del Paese.
Esse, le seconde in due anni, sono state indette in anticipo rispetto alla scadenza naturale della legislatura, prevista per il 2026, per via della crisi del Governo Costa III, causata da un importante scandalo di corruzione ed appalti fraudolenti all’interno del governo, che ha portato non solo all’arresto di molti individui, ma anche alla messa sotto indagine di molti altri, tra cui anche lo stesso Primo ministro, dimessosi definitivamente (sebbene dimostratosi in seguito estraneo ai fatti per un errore della magistratura). Vista dunque la grave situazione politica e la conseguente impossibilità di ricostituire una stabilità politica, il Presidente Marcelo Rebelo de Sousa ha, alla fine, optato per lo scioglimento dell’organo legislativo, avviando un nuovo processo elettorale.
Le elezioni hanno visto la vittoria, a discapito di un’importante sconfitta (con alcune piccole eccezioni) del blocco di centro-sinistra a ideal-guida del Partito Socialista (il quale ha comunque ottenuto poco meno del suo avversario principale, ossia 78 seggi), del blocco di centro-destra idealmente guidato dall’Alleanza Democratica (solo quest’ultima, complessivamente, con 80 seggi), che ha così potuto ricoprire la porzione più numerosa nell’arco parlamentare, sebbene senza una maggioranza chiara cui fare riferimento. Nonostante ciò, tuttavia, l’aspetto più rilevante è stata l’enorme ascesa di Chega, passato da 12 a 50 seggi, cosa che, avendo più che duplicato le proprie preferenze, lo ha effettivamente reso un elemento difficilmente trascurabile di un eventuale governo di centro-destra (nonostante varie reticenze dei moderati), essendosi definitivamente inserito nel contesto politico dell’Assemblea.

## Sistema elettorale
Per l’elezione dei 230 membri dell’Assemblea della Repubblica, la legge elettorale prevede l’applicazione di un sistema elettorale proporzionale a lista chiusa di partito in ventidue collegi plurinominali, di cui due per i cittadini all’estero (“Europa” e “Fuori dall’Europa”), corrispondenti ai Distretti del Portogallo. In seguito, le preferenze sono tradotte in seggi secondo il metodo D'Hondt.
A ciascun distretto elettorale spettano determinati seggi, ripartiti in base alla grandezza demografica delle varie unità. Qui un prospetto riassuntivo:
| Distretto                             | Seggi | Mappa |
| ------------------------------------- | ----- | ----- |
| Lisbona                               | 48    |       |
| Porto                                 | 40    |       |
| Braga, Setúbal                        | 19    |       |
| Aveiro                                | 16    |       |
| Leiria                                | 10    |       |
| Coimbra, Faro, Santarém               | 9     |       |
| Viseu                                 | 8     |       |
| Madera                                | 6     |       |
| Azzorre, Viana do Castelo, Vila Real  | 5     |       |
| Castelo Branco                        | 4     |       |
| Beja, Braganza, Évora, Guarda         | 3     |       |
| Portalegre, Europa, Fuori dall’Europa | 2     |       |

## Liste principali
| Simbolo | Simbolo | Nome | Ideologia                | Posizione                 |
| ------- | ------- | --- | ------------------------ | ------------------------- |
|         |         | Partito Socialista                                                                                       | Socialdemocrazia         | Centro-sinistra           |
|         |         | Alleanza Democratica (Partito Social Democratico — CDS - Partito Popolare — Partito Popolare Monarchico) | Conservatorismo liberale | Centro-destra             |
|         |         | Chega!                                                                                                   | Populismo di destra      | Estrema destra            |
|         |         | Iniziativa Liberale                                                                                      | Liberismo                | Centro-destra/destra      |
|         |         | Blocco di Sinistra                                                                                       | Socialismo democratico   | Sinistra                  |
|         |         | Coalizione Democratica Unitaria                                                                          | Comunismo                | Sinistra/estrema sinistra |
|         |         | Persone-Animali-Natura                                                                                   | Animalismo               | Centro-sinistra/sinistra  |
|         |         | Livre | Ecosocialismo            | Centro-sinistra/sinistra  |

## Risultati

Allocazione dei seggi per distretto

| Coalizione Partito Social Democratico - CDS - Partito Popolare - Partito Popolare Monarchico (PSD - CDS-PP - PPM) | 1 814 002  | 29,28 | 77  |  |  |  |
| Madeira Primeiro (MP) (PSD - CDS-PP) - Madera                                                                     | 52 989     | 0,86  | 3   |  |  |  |
| Partito Popolare Monarchico (PPM) - Madera                                                                        | 451        | 0,01  | –   |  |  |  |
| Totale Alleanza Democratica (AD)                                                                                  | 1 867 442  | 30,15 | 80  |  |  |  |
| Partito Socialista (PS)                                                                                           | 1 812 443  | 29,26 | 78  |  |  |  |
| Chega (CH) | 1 169 781  | 18,88 | 50  |  |  |  |
| Iniziativa Liberale (IL)                                                                                          | 319 877    | 5,16  | 8   |  |  |  |
| Blocco di Sinistra (BE)                                                                                           | 282 314    | 4,56  | 5   |  |  |  |
| Coalizione Democratica Unitaria (CDU) (PCP - PEV)                                                                 | 205 551    | 3,32  | 4   |  |  |  |
| Livre (L) | 204 875    | 3,31  | 4   |  |  |  |
| Persone-Animali-Natura (PAN)                                                                                      | 126 125    | 2,04  | 1   |  |  |  |
| Alternativa Democratica Nazionale (ADN)                                                                           | 102 134    | 1,65  | –   |  |  |  |
| Reagir Incluir Reciclar (RIR)                                                                                     | 26 092     | 0,42  | –   |  |  |  |
| Juntos pelo Povo (JPP)                                                                                            | 19 145     | 0,31  | –   |  |  |  |
| Nuovo Diritto (ND)                                                                                                | 16 456     | 0,27  | –   |  |  |  |
| Partito Comunista dei Lavoratori Portoghesi - Movimento Riorganizzativo del Partito del Proletariato (PCTP/MRPP)  | 15 491     | 0,25  | –   |  |  |  |
| Volt-Portugal (VOLT-PT)                                                                                           | 11 854     | 0,19  | –   |  |  |  |
| Insorgi (E) | 6 030      | 0,10  | –   |  |  |  |
| Partito della Terra (MPT-A)                                                                                       | 4 265      | 0,07  | –   |  |  |  |
| Partito Laburista Portoghese (PTP)                                                                                | 2 435      | 0,04  | –   |  |  |  |
| Nós, Cidadãos! (NC!)                                                                                              | 2 399      | 0,04  | –   |  |  |  |
| Totale | 6 194 709  | 100   | 230 |  |  |  |
| |            |       |     |  |  |  |
| Schede bianche | 89 847     | 1,39  |     |  |  |  |
| Schede nulle | 192 396    | 2,97  |     |  |  |  |
| Votanti | 6 476 952  | 59,90 |     |  |  |  |
| Elettori | 10 813 643 |       |     |  |  |  |

| Riepilogo dei voti (+/- elezioni 2022)  | Riepilogo dei voti (+/- elezioni 2022) | Riepilogo dei voti (+/- elezioni 2022) | Riepilogo dei voti (+/- elezioni 2022) | Riepilogo dei voti (+/- elezioni 2022) | Riepilogo dei voti (+/- elezioni 2022) | Riepilogo dei voti (+/- elezioni 2022) |
| --------------------------------------- | -------------------------------------- | -------------------------------------- | -------------------------------------- | -------------------------------------- | -------------------------------------- | -------------------------------------- |
| Alleanza Democratica                    | Alleanza Democratica                   | Alleanza Democratica                   |                                        |                                        | 30,15%                                 | ▲ 1,07                                 |
| Partito Socialista                      | Partito Socialista                     | Partito Socialista                     |                                        |                                        | 29,26%                                 | ▼ 12,12                                |
| Chega                                   | Chega                                  | Chega                                  |                                        |                                        | 18,88%                                 | ▲ 11,70                                |
| Iniziativa Liberale                     | Iniziativa Liberale                    | Iniziativa Liberale                    |                                        |                                        | 5,16%                                  | ▲ 0,24                                 |
| Blocco di Sinistra                      | Blocco di Sinistra                     | Blocco di Sinistra                     |                                        |                                        | 4,56%                                  | ▲ 0,16                                 |
| Coalizione Democratica Unitaria         | Coalizione Democratica Unitaria        | Coalizione Democratica Unitaria        |                                        |                                        | 3,32%                                  | ▼ 0,97                                 |
| Livre                                   | Livre                                  | Livre                                  |                                        |                                        | 3,31%                                  | ▲ 2,03                                 |
| Persone-Animali-Natura                  | Persone-Animali-Natura                 | Persone-Animali-Natura                 |                                        |                                        | 2,04%                                  | ▲ 0,46                                 |
| Alternativa Democratica Nazionale       | Alternativa Democratica Nazionale      | Alternativa Democratica Nazionale      |                                        |                                        | 1,65%                                  | ▲ 1,45                                 |
| Altri <1,00%                            | Altri <1,00%                           | Altri <1,00%                           |                                        |                                        | 1,69%                                  | ▼ 1,37                                 |
| Riepilogo dei seggi (+/- elezioni 2022) |                                        |                                        |                                        |                                        |                                        |                                        |
|                                         |                                        |                                        |                                        |                                        |                                        |                                        |
| CDU                                     | 4                                      | ▼ 2                                    |                                        | BE                                     | 5                                      | ━                                      |
| PS                                      | 78                                     | ▼ 42                                   |                                        | PAN                                    | 1                                      | ━                                      |
| L                                       | 4                                      | ▲ 3                                    |                                        | IL                                     | 8                                      | ━                                      |
| AD                                      | 80                                     | ▲ 4                                    |                                        | CH                                     | 50                                     | ▲ 38                                   |